# Corydalis bungeana
Corydalis bungeana är en vallmoväxtart som beskrevs av Porphir Kiril Nicolai Stepanowitsch Turczaninow. Corydalis bungeana ingår i släktet nunneörter, och familjen vallmoväxter. Inga underarter finns listade i Catalogue of Life.